# Antoine Léonard Thomas
Antoine Léonard Thomas (Clermont-Ferrand,1 de outubro de 1732 - Oullins, 17 de setembro de 1785) foi um poeta e crítico literário francês, mais conhecido em sua época por sua grande eloquência, especialmente por éloges em louvor a luminares do passado. Foi em reconhecimento a isso que ele foi eleito para a Academia Francesa.
Em um ensaio premiado de 1765 em louvor a René Descartes, ele escreveu uma forma mais completa do cogito em francês como "Puisque je doute, je pense; puisque je pense, j'existe." Com rearranjo e compactação, a passagem se traduz em "Duvido, logo penso, logo existo", ou em latim, "dubito, ergo cogito, ergo sum".

## Trabalhos
- Eloge de René Descartes (em francês). Yverdon: [s.n.] 1765